# Kiev-Basket
El Kiev-Basket (en ucraniano: Київ-Баскет), es un equipo de baloncesto ucraniano con sede en la ciudad de Kiev, que compite en la Superleague, la primera división del baloncesto ucraniano. Disputa sus partidos en el Meridian Sports Complex, con capacidad para 1500 espectadores.

## Historia
El club fue fundado en 1992 como Maccabi-Dandy (ucraniano: Маккабі-Денді) por el político y empresario Mykhailo Brodskyy. El equipo ganó varios trofeos en Ucrania. En 1998, el equipo dejó de existir debido a los problemas financieros. En noviembre de 2017, el club revivió cuando se estableció un nuevo equipo. El nuevo logotipo del equipo, con una abeja, se reveló mientras se anunció que el club tendría un equipo femenino y dos masculinos en la temporada 2017-18. El nuevo pabellón del equipo fue el Meridian Sports Complex.
En su temporada de debut en la Superleague, la 2018-2019, acabó subcampeón, perdiendo la final ante el Khimik-OPZ Yuzhny por 3-0.

## Trayectoria
| Clasificado para Playoffs |

| Kiev-Basket |   |             |    |    |    |      | |                                                                        |                  |
| 2018–19     | 1 | Superleague | 4º | 15 | 13 | .536 | Gana cuartos de final(Mykolaiv), 2–1 Gana semifinales (Zaporizhya), 2–1 Pierde finales (Khimik), 0–3 | –                                                                      | Evgeni Murzin    |
| 2019–20     | 1 | Superleague | 2º | 17 | 6  | .739 | – | 2019–20 FIBA Europe Cup Pierde cuartos de final (Pınar Karşıyaka), 0–2 | Ainars Bagatskis |